# HOPE (漫画)
『HOPE』は、すえのぶけいこによる日本の漫画作品。『別冊フレンド』（講談社）にて2013年3月号から2015年4月号まで連載された。

## 概要
漫画を書くことを趣味とする少女が、ある出来事を切っ掛けに漫画家を目指すことになるという物語。『ライフ』、『リミット』でヒットを飛ばした当人の作とは一線を画し過酷な描写、展開は比較的抑えられている。

## 登場人物
夢野 ひかり（ゆめの-）
本作の主人公。漫画家を目指す少女。大人しい性格で、子供の頃から漫画を書くことが趣味だった。小学生の時に悠と出会い、漫画家になる夢を抱く。
朝霧 響子（あさぎり きょうこ）
若手ながら新進気鋭の女性漫画家。ひかり達の目標でもある。
千鳥 すず（ちどり-）
ひかりの憧れの漫画家。
真田 悠（さなだ ゆう）
ひかりが漫画家を目指す切っ掛けを作った人物。画家志望。ひかりからは「悠兄ちゃん」と呼ばれていた。
一時は自分の夢を諦めていたが、ひかりの漫画を読んで心機一転し東京の美大に進学する。
北条 一樹（ほうじょう かずき）
漫画編集者。ひかりに厳しく接する一方で素質を見抜いている。
小早川カレン（こばやかわ かれん）
ひかりと同じ漫画家志望の少女。小早川カレンはペンネームであり、本名は山田タミ江（やまだ たみえ）。可愛いらしい容姿をしているが、自己主張が強く裏表が激しい。感情が高ぶるとひかり同様方言が出る。
マンガ講座でひかりと出会った時は親しげにしていたが、その時から一人だけ招待券を持っていないことを吊るし上げようとするなど陰惨な仕打ちを行う。漫画賞でデビューしてからは、ひかりが書いたネームに絵を入れて自分の漫画と称し、ネットでの中傷、大御所漫画家の変態行為の餌食にしようとするなど悪事はエスカレートする。
しかし一連の悪事が北条ら編集部に発覚し、主に盗作の件でデビューを取り消される。
白雪 アイ（しらゆき-）
スター賞でフレンズ漫画家としてデビューした少女。

## 書誌情報
- すえのぶけいこ『HOPE』講談社〈講談社コミックス別冊フレンド〉、全6巻
  1. 2013年05月13日発売、ISBN 978-4-06-341860-6
  2. 2013年08月12日発売、ISBN 978-4-06-341871-2
  3. 2014年01月10日発売、ISBN 978-4-06-341895-8
  4. 2014年06月13日発売、ISBN 978-4-06-341924-5
  5. 2014年11月13日発売、ISBN 978-4-06-341952-8
  6. 2015年04月13日発売、ISBN 978-4-06-341978-8